# Írország az 1956. évi nyári olimpiai játékokon
Írország az ausztráliai Melbourne-ben és a svédországi Stockholmban megrendezett 1956. évi nyári olimpiai játékok egyik részt vevő nemzete volt. Az országot az olimpián 5 sportágban 18 sportoló képviselte, akik összesen 5 érmet szereztek.

## Érmesek
| Érem  | Versenyző        | Sportág   | Versenyszám  |
| ----- | ---------------- | --------- | ------------ |
| Arany | Ron Delany       | Atlétika  | Férfi 1500 m |
| Ezüst | Frederick Tiedt  | Ökölvívás | Váltósúly    |
| Bronz | John Caldwell    | Ökölvívás | Légsúly      |
| Bronz | Frederick Gilroy | Ökölvívás | Harmatsúly   |
| Bronz | Anthony Byrne    | Ökölvívás | Könnyűsúly   |

## Atlétika
Férfi
| Versenyző       | Versenyszám | Előfutam | Előfutam | Elődöntő | Elődöntő | Döntő   | Döntő    |
| Versenyző       | Versenyszám | Idő      | Hely.    | Idő      | Hely.    | Idő     | Helyezés |
| --------------- | ----------- | -------- | -------- | -------- | -------- | ------- | -------- |
| Ron Delany      | 1500 m      | 3:47,4   | 3.       |          |          | 3:41,2  |          |
| Eamonn Kinsella | 110 m gát   | 14,6     | 4.       | kiesett  | kiesett  | kiesett | kiesett  |

Női
| Versenyző  | Versenyszám | Előfutam | Előfutam | Elődöntő | Elődöntő | Döntő   | Döntő    |
| Versenyző  | Versenyszám | Idő      | Hely.    | Idő      | Hely.    | Idő     | Helyezés |
| ---------- | ----------- | -------- | -------- | -------- | -------- | ------- | -------- |
| Maeve Kyle | 100 m       | 12,3     | 6.       | kiesett  | kiesett  | kiesett | kiesett  |
| Maeve Kyle | 200 m       | 26,4     | 5.       | kiesett  | kiesett  | kiesett | kiesett  |

## Birkózás
Szabadfogású
| Versenyző     | Versenyszám | 1. forduló                          | 1. forduló | 1. forduló | 2. forduló        | 2. forduló | 2. forduló | 3. forduló                    | 3. forduló | 3. forduló | 4. forduló                       | 4. forduló | 4. forduló | 5. forduló        | 5. forduló | 5. forduló | 6. forduló        | 6. forduló | 6. forduló | Döntő             | Döntő   | Döntő   | Helyezés |
| Versenyző     | Versenyszám | Ellenfél Eredmény                   | Pont       | Hely.      | Ellenfél Eredmény | Pont       | Hely.      | Ellenfél Eredmény             | Pont       | Hely.      | Ellenfél Eredmény                | Pont       | Hely.      | Ellenfél Eredmény | Pont       | Hely.      | Ellenfél Eredmény | Pont       | Hely.      | Ellenfél Eredmény | Pont    | Hely.   | Helyezés |
| ------------- | ----------- | ----------------------------------- | ---------- | ---------- | ----------------- | ---------- | ---------- | ----------------------------- | ---------- | ---------- | -------------------------------- | ---------- | ---------- | ----------------- | ---------- | ---------- | ----------------- | ---------- | ---------- | ----------------- | ------- | ------- | -------- |
| Gerry Martina | 87 kg       | Spyros Defteraios (GRE) · kétvállas | 0          | =1.        | erőnyerő          | 0          | =1.        | Kevin Coote (AUS) · kétvállas | 3          | =3.        | Borisz Kulajev (URS) · kétvállas | 6          | 4.         | kiesett           | kiesett    | kiesett    | kiesett           | kiesett    | kiesett    | kiesett           | kiesett | kiesett | 4.       |

## Lovaglás
megjegyzés: A lovas versenyszámokat a svédországi Stockholmban rendezték meg a szigorú ausztrál állat-egészségügyi szabályok miatt.
Díjugratás
| Versenyző                                  | Ló                                | Versenyszám | 1. forduló | 1. forduló | 2. forduló | 2. forduló | Összesen | Összesen |
| Versenyző                                  | Ló                                | Versenyszám | Pont       | Hely.      | Pont       | Hely.      | Pont     | Helyezés |
| ------------------------------------------ | --------------------------------- | ----------- | ---------- | ---------- | ---------- | ---------- | -------- | -------- |
| Kevin Barry                                | Ballyneety                        | Egyéni      | 23,00      | =26.       | 12,00      | 16.        | 35,00    | 18.      |
| Patrick Kiernan                            | Ballynonty                        | Egyéni      | 19,00      | 19.        | 33,25      | 37.        | 52,25    | =27.     |
| Billy Ringrose                             | Liffey Vale                       | Egyéni      | 24,00      | =28.       | 20,00      | =21.       | 44,00    | 23.      |
| Kevin Barry Patrick Kiernan Billy Ringrose | Ballyneety Ballynonty Liffey Vale | Csapat      | 66,00      | 5.         | 65,25      | 7.         | 131,25   | 7.       |

Lovastusa
| Versenyző                                           | Ló                                  | Versenyszám | Díjlovaglás | Díjlovaglás | Tereplovaglás | Tereplovaglás | Díjugratás | Díjugratás | Végeredmény | Végeredmény |
| Versenyző                                           | Ló                                  | Versenyszám | Bünt.       | Hely.       | Bünt.         | Hely.         | Bünt.      | Hely.      | Bünt.       | Helyezés    |
| --------------------------------------------------- | ----------------------------------- | ----------- | ----------- | ----------- | ------------- | ------------- | ---------- | ---------- | ----------- | ----------- |
| Harry Freeman-Jackson                               | Cellarstown                         | Egyéni      | -153,20     | 45.         | -7,61         | 13.           | -10,00     | =2.        | -170,81     | 17.         |
| Ian Hume-Dudgeon                                    | Copper Coin                         | Egyéni      | -158,00     | 48.         | nem ért célba | nem ért célba | kiesett    | kiesett    | kiesett     | kiesett     |
| Bill Mullins                                        | Charleville                         | Egyéni      | -166,00     | 51.         | 31,02         | 7.            | -10,50     | 19.        | -145,48     | 10.         |
| Harry Freeman-Jackson Ian Hume-Dudgeon Bill Mullins | Cellarstown Copper Coin Charleville | Csapat      | -477,20     | 16.         | nem ért célba | nem ért célba | kiesett    | kiesett    | kiesett     | kiesett     |

## Ökölvívás
| Versenyző        | Versenyszám  | 32-es főtábla                 | Nyolcaddöntő                    | Negyeddöntő                 | Elődöntő                    | Döntő                   | Helyezés |
| Versenyző        | Versenyszám  | Ellenfél Eredmény             | Ellenfél Eredmény               | Ellenfél Eredmény           | Ellenfél Eredmény           | Ellenfél Eredmény       | Helyezés |
| ---------------- | ------------ | ----------------------------- | ------------------------------- | --------------------------- | --------------------------- | ----------------------- | -------- |
| John Caldwell    | Légsúly      | erőnyerő                      | Yai Shwe (BIR) · KO             | Warner Batchelor (AUS) · GY | Mircea Dobrescu (ROU) · V   | kiesett                 |          |
| Frederick Gilroy | Harmatsúly   | erőnyerő                      | Boris Stepanov (URS) · KO       | Mario Sitri (ITA) · GY      | Wolfgang Behrendt (EUA) · V | kiesett                 |          |
| Martin Smyth     | Pehelysúly   | Pentti Hämäläinen (FIN) · RSC | kiesett                         | kiesett                     | kiesett                     | kiesett                 | 17.      |
| Anthony Byrne    | Könnyűsúly   | erőnyerő                      | Josef Chovanec (TCH) · kizárták | Luis Molina (USA) · GY      | Harry Kurschat (EUA) · V    | kiesett                 |          |
| Henry Perry      | Kisváltósúly | erőnyerő                      | Claude Saluden (FRA) · V        | kiesett                     | kiesett                     | kiesett                 | 9.       |
| Frederick Tiedt  | Váltósúly    |                               | Tadeusz Walasek (POL) · GY      | Pearce Lane (USA) · GY      | Kevin Hogarth (AUS) · GY    | Nicolea Linca (ROU) · V |          |
| Patrick Sharkey  | Nehézsúly    |                               | Törner Åhsman (SWE) · KO        | kiesett                     | kiesett                     | kiesett                 | 9.       |

## Vitorlázás
Nyílt
| Versenyző         | Versenyszám | Futam | Futam | Futam | Futam | Futam | Futam | Futam | Pontszám | Helyezés |
| Versenyző         | Versenyszám | 1     | 2     | 3     | 4     | 5     | 6     | 7     | Pontszám | Helyezés |
| ----------------- | ----------- | ----- | ----- | ----- | ----- | ----- | ----- | ----- | -------- | -------- |
| John Somers Payne | Finn dingi  | 448   | (0)   | 448   | 323   | 288   | 323   | 0     | 1830     | 16.      |